# Korunovace

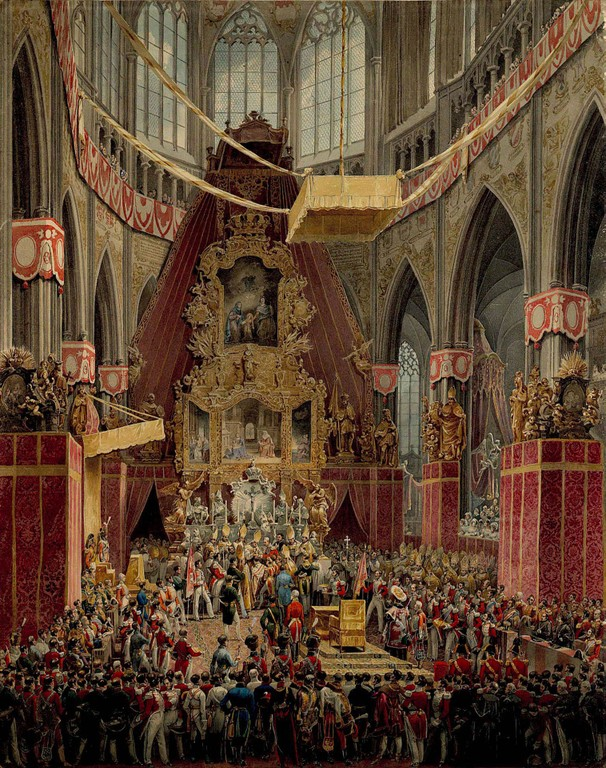
Korunovace císaře Ferdinanda I. na českého krále v pražské katedrále sv. Víta roku 1836. Akvarel od Eduarda Gurka

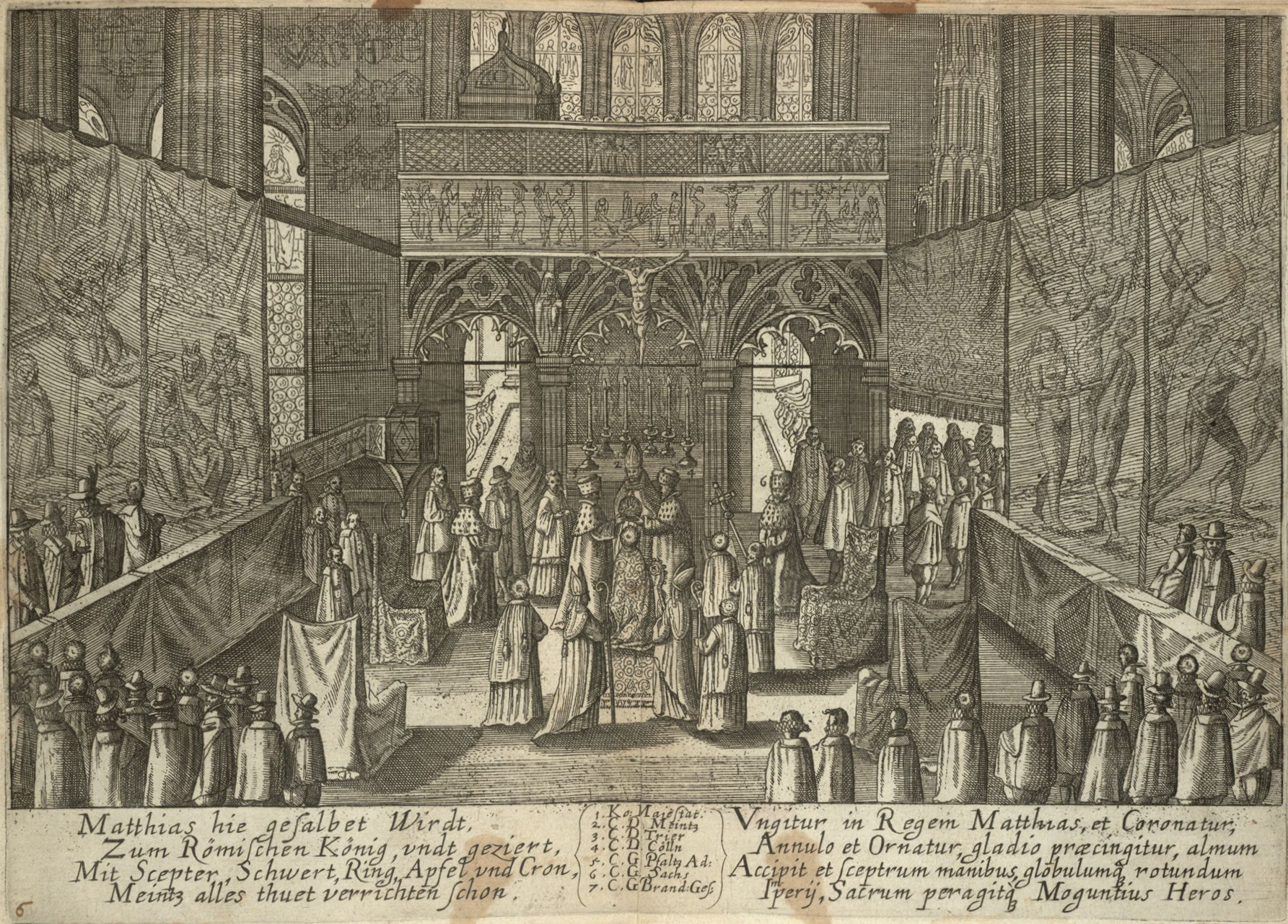
Korunovace Matyáše římskoněmeckým císařem v roce 1612 na dobovém mědirytu

Korunovace (též investitura) panovníka je slavnostní ceremoniál, při kterém je korunován panovník, nejvyšší politická postava v zemi. V některých zemích je panovník zároveň nejvyšším představitelem církve.
Akt korunovace zpravidla provádí významný církevní činitel dané země, zpravidla metropolita, na významném - posvátném místě (zpravidla před hlavním oltářem chrámu, katedrály) vyvolenému uchazeči ve slavnostním oděvu (jímž jsou nejčastěji korunovační plášť, korunovační rukavice a korunovační střevíce), uděluje obzvláštní moc a výsady ovládnout církev, stát a lid. Na znamení této moci mu na hlavu vkládá korunu, do rukou žezlo, jablko, prsten, případně meč, souhrnně nazývané korunovační klenoty, korunovační insignie nebo též regálie.

## Historie
První korunovace v dějinách jsou popsány ve Starém zákoně, od nich se odvíjí křesťanská tradice panovníků, kteří jsou zástupci Boha na zemi. Existují také výjimky korunovací, například císař Napoleon Bonaparte se korunoval sám, jindy byli korunováni králové dva, či jmenován vzdorokrál bez korunovace. Po korunovaci některých nezletilých králů následovala vláda regentky - matky nebo správce království. Například za nezletilého Ladislava Pohrobka vládl Jiří z Poděbrad. Po korunovaci se panovník s korunovačními klenoty na znamení své vlády posadí na trůn pod baldachýn, což je stejně jako slavnostní postoj tzv. majestát.
Pořádek korunovace ve většině zemí stanoví starobylý Korunovační řád. Korunovační řád českých králů ustavil král Karel IV. v polovině 40. let 14. století. Starší jsou Korunovační řád římských císařů, francouzských či anglických králů. Kromě praktických úkonů korunovační řád obsahuje obřadní průvody, obřadní dialogy (tzv. skrutinium a aklamaci), modlitby a zpěvy. Součástí korunovace je korunovační průvod, korunovační mše (při které se užívá zlatý korunovační kříž a korunovační evangeliář), následuje rozhazování korunovačních mincí a korunovační hostina.
V dědičné monarchii je podle zákonů dědičnosti novým panovníkem jmenován následník trůnu (obvykle korunní princ – nejstarší syn).

## Obecné informace
Zpravidla bývají monarchové, tedy králové a císaři nebo královny či císařovny, uvedeni do úřadu korunovací. Ne však ve všech zemích je takové dosazení do úřadu běžné, např. Španělsko takovou tradici nemá.
Korunovací je však též uzavřena vazalská smlouva s poddanými. Naopak nový panovník stvrzuje všechna práva a privilegia, jež platí v jeho říši.
V Čechách byl poprvé korunován v roce 1085 Přemyslovec Vratislav II., poslední korunovace proběhla 7. září 1836, kdy byl korunován Ferdinand V.

### Svatební korunovace

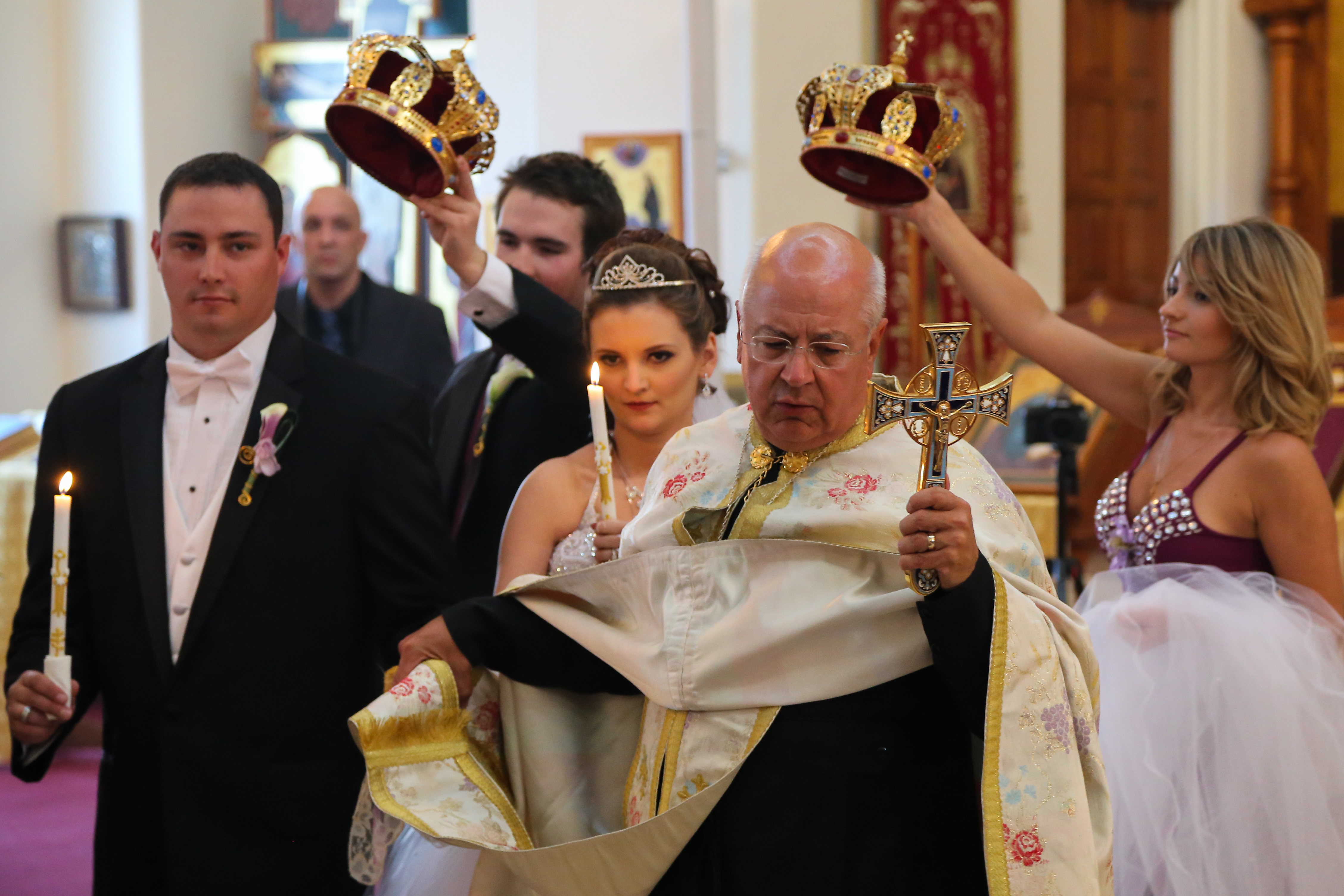
Pravoslavná církevní korunovace (koruna může být nad hlavami snoubenců přidržována, nebo připmo vložena, dle místních zvyklostí)

Při pravoslavném svatebním obřadu je prováděna oddávajícím korunovace snoubenců. Koruna se pokládá přímo na hlavu, v některých případech ji svědci přidržují nad hlavami snoubenců. Oddávající kněz nebo biskup je s korunou vede chrámem.

## Korunovace podle zemí

### Albánie
Jediná korunovace albánského krále proběhla 1. září 1928, kdy byl korunován král Zog I. Tento jediný evropský muslimský král při své korunovaci přísahal jak na Bibli, tak na Korán.

### Bhútán
Králové Bhútánu jsou tradičně korunováni tzv. Havraní korunou v buddhistickém ceremoniálu konajícím se v pro tento účel speciálně vybraném datu. Poslední bhútánská korunovace proběhla 6. listopadu 2008, kdy byl korunován Džigme Khesar Namgjal Wangčhug.

### Bosna
Poslední korunovace bosenského krále proběhla 17. listopadu 1461 v kostele P. Marie v Jajci, kdy byl korunován Štepán Tomaševič, a to korunou, kterou osobně poslal do Bosny papež Pius II.

### Brazílie

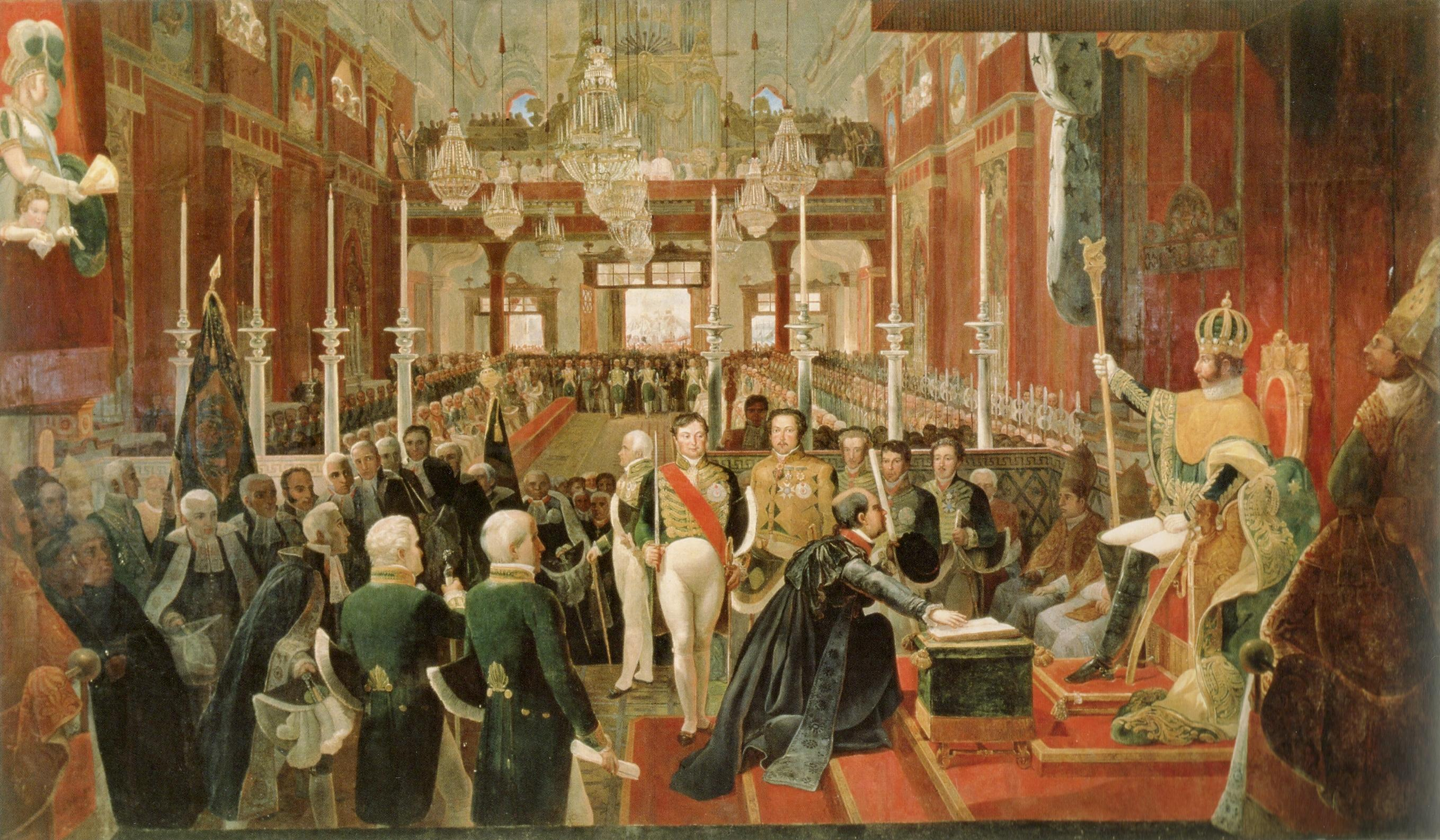
Korunovace císaře Pedra I. (1822, Brazílie)

První korunovace brazilského císaře proběhla 1. prosince 1822, kdy byl v katedrále Panny Marie Karmelské v Riu de Janeiru korunován biskupem z Ria de Janeira císař Pedro I. Následující a poslední korunovace proběhla 18. července 1841, kdy byl ve stejné katedrále korunován biskupem ze São Salvador da Bahia a primasem brazilským jeho syn Pedro II. Korunovace byla prováděna brazilskou císařskou korunou. Brazilská ústava vyžadovala, aby byl panovník v době korunovace stár minimálně osmnáct let.

### České země
První královská korunovace v českých zemích se uskutečnila 15. června 1086, kdy byl korunován první český Vratislav I. Poslední česká královská korunovace proběhla 7. září 1836, kdy byl v Praze v chrámu sv. Víta korunován král Ferdinand V. (rakouský císař Ferdinand I.)

### Dánsko
Poslední dánská královská korunovace proběhla 28. června 1840, kdy byl v kapli královského zámku Frederiksborg pomazán král Kristián VIII. K samotné korunovaci nedošlo, jelikož král již přicházel s korunou na hlavě. Tento rituál nahradil plnohodnotnou korunovaci při zavedení absolutismu v roce 1660. Při zavedení ústavy v roce 1849 byl i tento rituál zrušen.

### Etiopie
Poslední korunovace etiopského císaře proběhla 2. listopadu 1930, kdy byl v Katedrále svatého Jiří v Addis Abebě korunován císař Haile Selassie.
Manželka císaře byla původně dle etiopské tradice korunována v paláci tři dny po císařově korunovaci. Haile Selassie resp. Menelik II. přerušili tuto tradici, když nechali svou ženu korunovat v katedrále během své korunovace, resp. následující den.
| Panovník                              | Datum              | Místo                                    |
| ------------------------------------- | ------------------ | ---------------------------------------- |
| Tewodros II.                          | 11. února 1855     |                                          |
| Jan IV.                               | 12. ledna 1872     |                                          |
| Menelik II.                           | 3. listopadu 1889  | Kostel Panny Marie Marie ze Sionu, Aksum |
| Taytu Betul (manželka Menelika II.)   | 4. listopadu 1889  | Kostel Panny Marie Marie ze Sionu, Aksum |
| Zauditu I.                            | 11. listopadu 1917 | Katedrále svatého Jiří, Addis Abeba      |
| Haile Selassie I.                     | 2. listopadu 1930  | Katedrále svatého Jiří, Addis Abeba      |
| Menen Asfaw (manželka Haile Selassie) | 2. listopadu 1930  | Katedrále svatého Jiří, Addis Abeba      |

### Havajské království
Jediným skutečně korunovaným králem havajského království byl Kalākaua, který byl společně se svou manželkou královnou Kapiolani korunován 12. února 1883, až téměř devět let po nástupu na trůn. Pro tuto korunovaci byly v Anglii vyrobeny korunovační koruny. Během korunovační ceremonie, která se konala v zahradě královského paláce nejdříve král korunoval sám sebe, protože nikdo na Havaji nebyl považován za dostatečně vhodného pro korunovaci krále. Poté král korunoval svou manželku.
Královna Liliuokalani, která nastoupila po smrti Kalākaui v roce 1891, nebyla před svržením v roce 1893 korunována.

### Francie

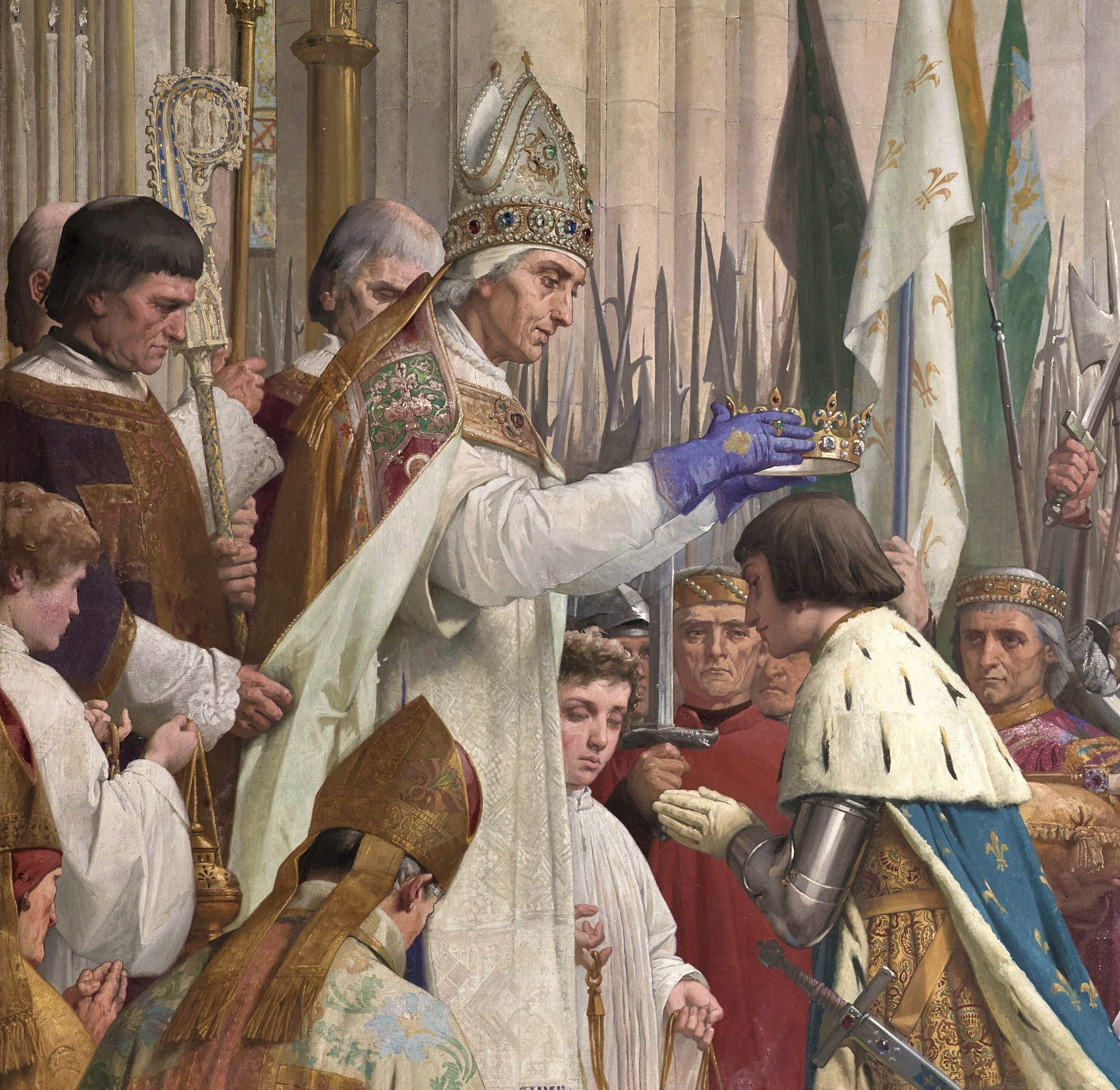
Korunovace Karla VII. (1429, Francie)

Poslední korunovace francouzského krále proběhla 29. května 1824, kdy byl v katedrále v Remeši korunován Karel X.
Jediná francouzská císařská korunovace se uskutečnila 2. prosince 1804, kdy se v katedrále Notre-Dame v Paříži nechal sám korunovat Napoleon I.

### Itálie
Poslední korunovace italského (lombardsko-benátského) krále proběhla 9. září 1838, kdy byl v milánském dómu korunován Ferdinand I.
Moderní italské království, které existovalo v letech 1861 a 1946 neobnovilo středověkou tradici korunovace, i když takové plány existovaly. Italský panovník na rozdíl od uherského či původně norského panovníka nepotřeboval korunovaci k vládnutí a rozpory s papežským stolcem trvající do roku 1929 znemožňovaly jak korunovaci přímo papežem, tak některým jeho zástupcem (ten za tento čin mohl být exkomunikován).

### Írán (Persie)

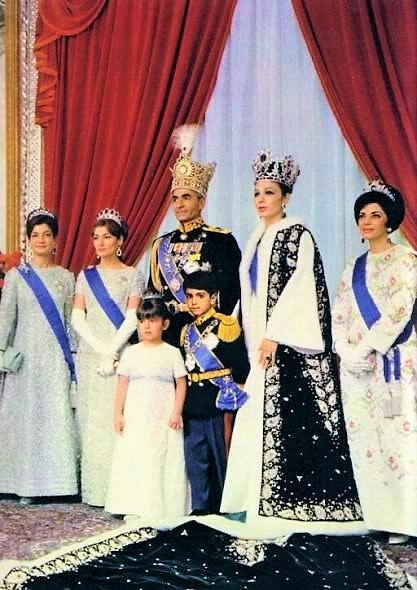
Korunovace Muhammada Rezá Pahlavího (1967, Írán)

Poslední korunovací perského (íránského) šáha se uskutečnila v roce 1967, kdy se dle zvyků sám korunoval šáh Muhammad Rezá Pahlaví a následně korunoval svou ženu šáhbanu Farah. Ceremoniál proběhl v paláci Golestan. Šlo o korunovaci muslimskou.

### Japonsko
Japonští císařové jsou po svém nástupu na trůn uvedeni speciální šintoistickou ceremonií. Nejedná se o korunovaci v evropském smyslu.

### Laos
Králové Laosu byli korunováni v ceremonii obsahující buddhistické a bráhmanské prvky. Poslední korunovace proběhla 4. března 1905, kdy byl korunován král Sisavang Vong. Jeho syn a nástupce Sisavang Vatthana, poslední laoský král nebyl kvůli špatné situaci v zemi korunován.

### Kambodža
Králové Kambodži byli podobně jako v sousedním Thajsku tradičně korunováni v ceremonii obsahující buddhistické a bráhmanské prvky. Poslední korunovace proběhla v roce 2004, kdy byl korunován současný král Norodom Sihamoni, který ovšem nenesl během korunovace na hlavě korunu.

### Mexiko
Jediná korunovace mexického císaře proběhla 21. července 1822 v metropolitní katedrále v Ciudad de México, kdy se katolické ceremonii korunoval císař Augustín I. (1783–1824). Druhý a poslední mexický císař Maxmilián I. Mexický (1832–1867) plánoval korunovaci (pro kterou byla vyrobena nová císařská koruna a žezlo) v metropolitní katedrále, ale dříve než byla uskutečněna, byl svržen a popraven.

### Nepál
Poslední nepálský král Gjánéndra byl jako jediný hinduistický panovník na světě byl formálně korunován v roce 2001. V roce 2008 byla monarchie jako kompromis s komunistickými guerillami zrušena.

### Nizozemsko
Nizozemští králové nejsou korunováni, ale pouze intronizováni. Jelikož se akt z velké části odehrává v kostele, kde jsou také přítomny korunovační klenoty a král je oděn královským pláštěm, může akt intronizace sice korunovaci připomínat a být tak mylně veřejností a médii za korunovaci zaměněn, ale o skutečnou korunovaci nejde.

### Norsko

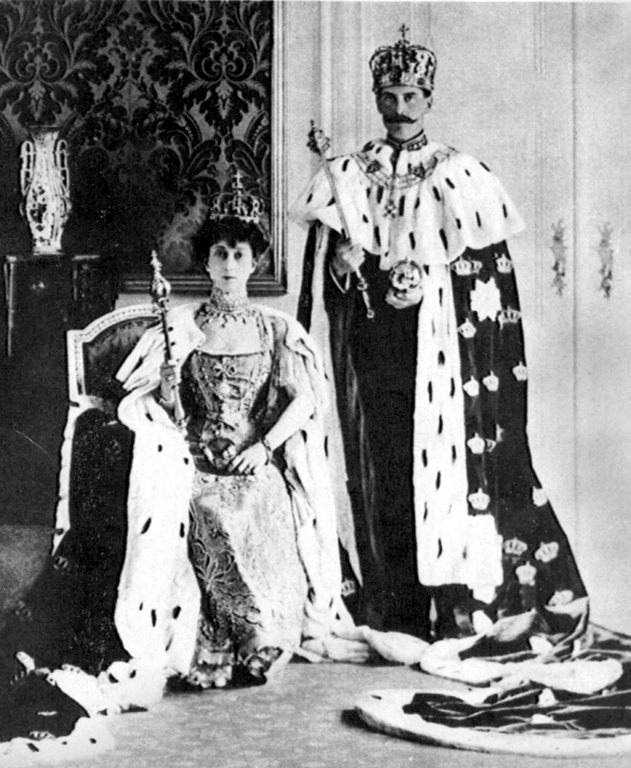
Korunovace Haakona VII. a Maud (1905, Norsko)

Královské korunovace se v Norsku konaly mezi roky 1164, kdy proběhla první korunovace a 1906, kdy došlo k korunovaci poslední. Místem konání korunovace byla od roku 1281 Nidaroská katedrála v Trondheimu a korunovaci prováděl biskup z Nidarosu (archaické jméno pro Trondheim).
Ve 14. století se Norsko stalo součástí Kalmarské unie a později součástí Dánsko-Norského soustátí, korunovace ale zůstaly zachovány. Poté, co byl v Dánsku roku 1660 zaveden absolutismus, byly norské korunovace zrušeny. K jejich obnově došlo až v roce 1814, kdy liberální norská ústava z toho roku stanovila nutnost královské korunovace v katedrále v Trondheimu. Prvním králem který zde byl korunován novou královskou korunou byl až Karel III. Jan společný král Norska a Švédska, jehož korunovace se konala v roce 1818. Další korunovace byla až v roce 1860, kdy byl korunován jeho vnuk Karel IV. a královna Luisa. Jednalo se po několika stoletích o první korunovaci norské královny. Karlův nástupce a bratr Oskar II. byl společně s manželkou korunován v roce 1873.
Následující a zároveň také poslední korunovace proběhla 22. června 1906, kdy byl Nidaroském dómu v Trondheimu korunován nový král Haakon VII. a královna Maud. V roce 1908 byl ústavní požadavek korunovace parlamentem kompletně zrušen. Norští králové od té doby pouze podstupují intronizační zasvěcení.

### Polsko
Korunovace polských králů tradičně prováděl arcibiskup z Hnězdna (nebo jeho zástupce) a to nejdříve v katedrále v Hnězdně a později ve Wawelské katedrále v Krakově. Poslední korunovace ve městě Hnězdno proběhla v srpnu roku 1300, kdy byl korunován Přemyslovec Václav II. a poslední korunovace v Krakově se uskutečnila 17. ledna 1734, kdy byl korunován August III. Polský.
Několik posledních korunovací proběhlo v katedrále sv. Jana ve Varšavě, včetně té poslední vykonané arcibiskupem 25. listopadu 1764, kdy byl korunován Stanislav II. August Poniatowski.
Úplně poslední korunovace polského krále v dějinách proběhla 24. května 1829, kdy se v královském hradě ve Varšavě sám korunoval na polského krále ruský car Mikuláš I. Pavlovič. Car-král Mikuláš I. se kompromisně korunoval sám za asistence varšavského arcibiskupa Jana Pavla Woronicze, protože jako pravoslavný nemohl být korunován katolickým hodnostářem (ten za tento čin mohl být exkomunikován) ani pravoslavným knězem. Korunován byl tzv. korunou carevny Anny (součást ruských korunovačních klenotů), protože původní polské korunovační klenoty byly zničeny.

### Portugalsko
Poslední korunovace portugalského krále v dějinách proběhla 15. prosince 1640, kdy byl korunován Jan IV. Hned po své korunovaci se však rozhodl předat korunu a tím i symbolicky celé království pod ochranu Panny Marie, a tak se jeho korunovace stala poslední v portugalských dějinách.

### Prusko
Jediné dvě korunovace (první a poslední) pruského krále proběhly 18. ledna 1701 (korunovace krále Fridricha I.) a 2. února 1861 (korunovace krále Viléma I.). Obě korunovace se uskutečnily v katedrále v Královci (dnešní Kaliningrad), kde se král sám korunoval předtím posvěcenou korunou.

### Rumunsko
Prvním rumunským králem byl korunován v roce 1881 Karel I. (v královském paláci). Další královská korunovace proběhla až v roce 1922 ve sedmihradském městě Alba Iulia v pro tento účel postavené pravoslavné korunovační katedrále, kdy byl korunován král Ferdinand a královna Marie. Obřad byl díky okolnostem pojat nikoliv pravoslavně (víra většiny Rumunů), ale ekumenicky, jelikož král byl římský katolík a královna byla anglikánka. Následujícím a také posledním rumunským korunovaným králem byl v roce 1940 Michal I. korunovaný v pravoslavné patriarchální katedrále v Bukurešti, arcibiskupem bukurešťským a patriarchou celého Rumunska Nicodimem.
| Panovník                    | Datum           | Místo                                         |
| --------------------------- | --------------- | --------------------------------------------- |
| Karel I. Rumunský           | 10. května 1881 | Starý královský palác, Bukurešť               |
| Alžběta z Wiedu (manželka)  | 10. května 1881 | Starý královský palác, Bukurešť               |
| Ferdinand I. Rumunský       | 15. října 1922  | Korunovační katedrála, Alba Iulia             |
| Marie Edinburská (manželka) | 15. října 1922  | Korunovační katedrála, Alba Iulia             |
| Michal I. Rumunský          | 6. září 1940    | Pravoslavná patriarchální katedrála, Bukurešť |

### Rusko

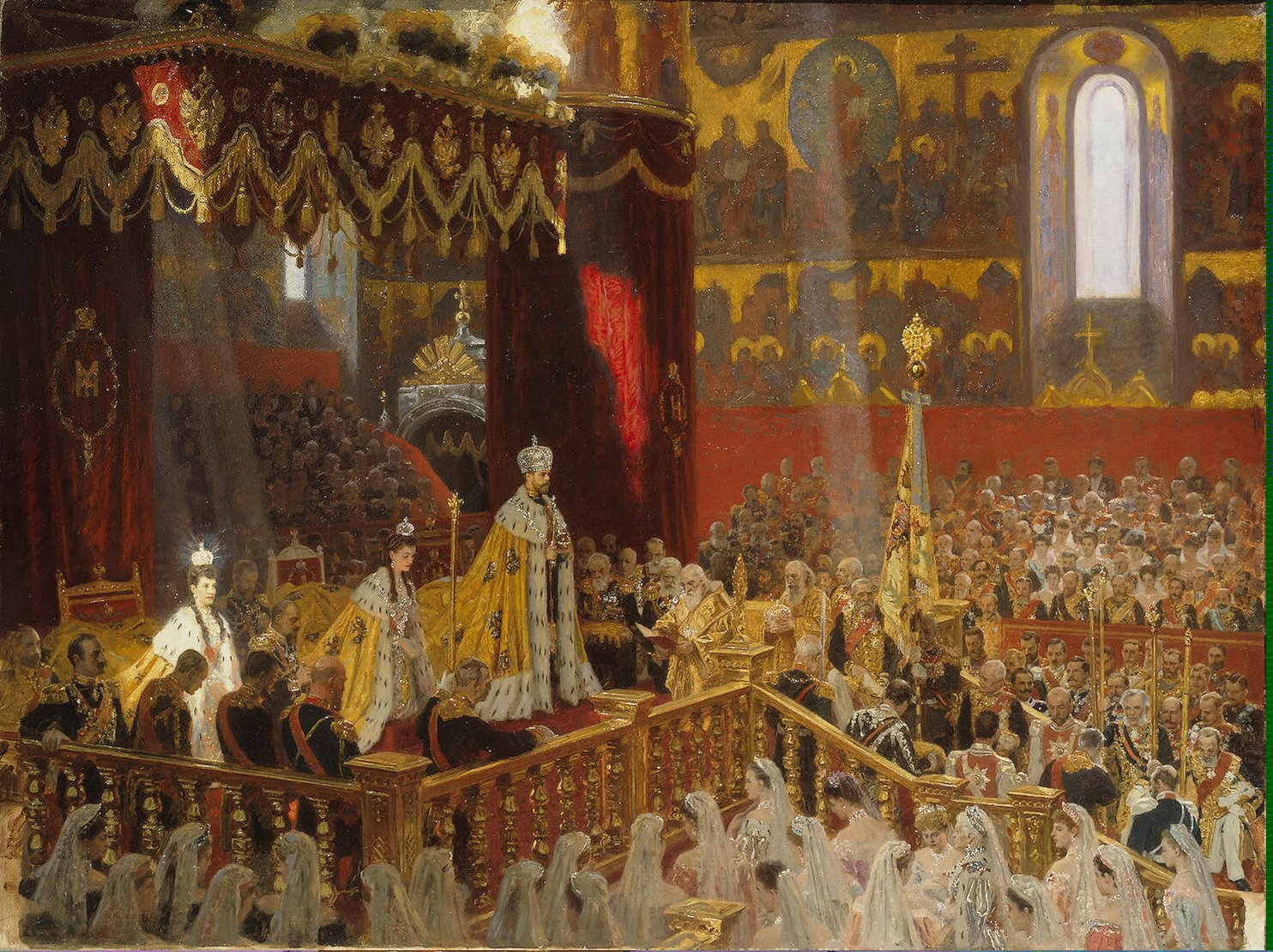
Korunovace cara Mikuláše II. (1896, Rusko)

Posledním korunovaným ruským carem byl Mikuláš II., který byl společně se svou manželkou carevnou Alexandrou korunován 26. května 1896 v moskevském chrámu zesnutí Přesvaté Bohorodičky (Uspenský chrám).

### Srbsko
Posledním korunovaným srbským králem byl Petr I. Karađorđević, který byl korunován 21. září 1904 v katedrále svatého Michaela archanděla v Bělehradu.

### Španělsko
Posledním pomazaným španělským králem byl Alfons XII., který byl korunován v roce 1874.

### Spojené království

#### Anglie
Poslední korunovace anglického krále v katedrále ve Winchesteru se odehrála 3. dubna 1047, kdy byl korunován Eduard Vyznavač. Poslední korunovace v katedrále ve Winchesteru vůbec se odehrála 27. srpna 1172, kdy byla korunována Markéta, manželka Jindřicha, syna Jindřicha II. Plantagenet. Jindřicha byl sice také korunován (ale ve Westminsterském opatství), ovšem samostatné vlády se nedožil.

#### Skotsko
Skotští králové byli v průběhu dějin korunováni na nejrůznějších místech: v sídle Scone, kde sídlili králové nezávislého Skotska, v místním opatství, v dalších opatství Skotska (Holyrood, Kelso), v hradní kapli stirlingského hradu, nebo v Holyroodském opatství v Edinburku.
Poslední korunovace v sídle Scone, při které byl použit posvátný Kámen ze Scone, se odehrála v Scone roku 1292, kdy byl korunován Jan I. Poslední korunovace v Holyroodském opatství v Edinburku se odehrála 23. března 1437, kdy byl korunován Jakub II. Poslední korunovace v opatství v Kelsu se odehrála 10. srpna 1460, kdy byl korunován Jakub III. Poslední korunovace v opatství v Scone se odehrála 24. července 1488, kdy byl korunován Jakub IV. Poslední korunovace skotského krále (muže) v hradní kapli stirlingského hradu se odehrála 21. září 1513, kdy byl korunován Jakub V. Poslední korunovace skotského panovníka v hradní kapli stirlingského hradu se odehrála 9. září 1543, kdy byla korunována Marie Stuartovna. Poslední korunovace skotského krále, který nebyl v personální unií s Anglií, se odehrála 29. července 1567, kdy byl v kostele sv. Kříže ve Stirlingu korunován Jakub VI. Poslední korunovace skotského krále v dějinách se odehrála r. 1651, kdy byl ve Sconu korunován Karel II. (Koruna Skotského království stále existuje, byla vyrobena za vlády Jakuba V. r. 1540, prvně byla použita při korunovaci Marie Stuartovny r. 1543).

#### Velká Británie

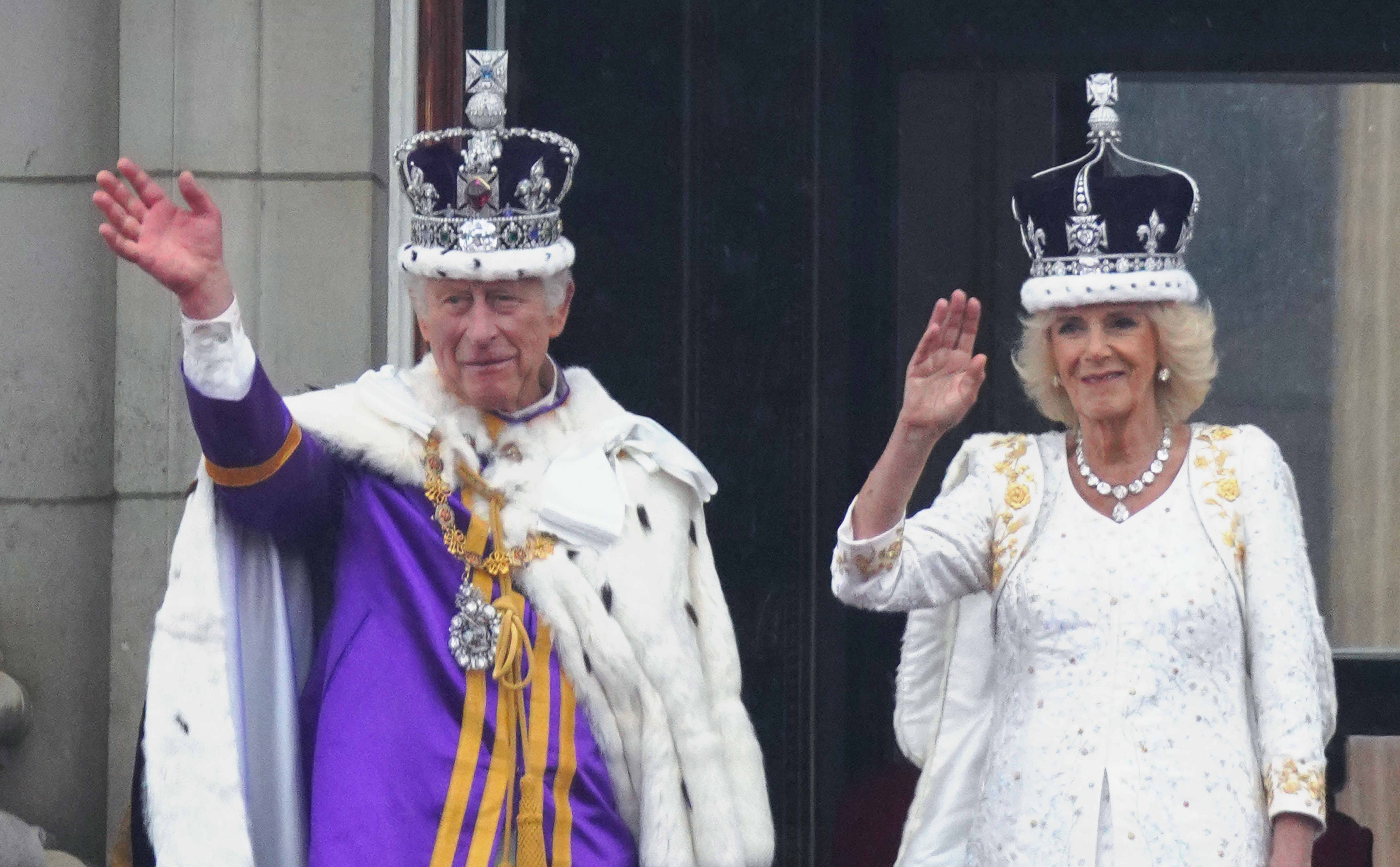
Karel III. a Camilla na balkóně Buckinghamského paláce po korunovaci, 6. května 2023

Poslední korunovace ve Spojeném království proběhla v roce 2023, kdy byl ve Westminsterském opatství korunován král Karel III. Panovník byl při obřadu korunován Justinem Welbym, arcibiskupem z Canterbury, představeným anglikánské církve. Panovník seděl na korunovačním trůnu, zv. také Trůn sv. Eduarda (jeho součástí byl v momentu korunovace i Kámen osudu ze Sconu) a byl korunován Korunou svatého Eduarda (poprvé byl touto korunou korunován Karel II. r. 1661). Britský panovník je tak jedinou hlavou státu Evropy (i jediným monarchou v Evropě), která je po nástupu na trůn korunována.

### Svatá říše římská
Poslední korunovace císaře papežem v Římě se konala 31. května 1433, korunovaným císařem byl Zikmund Lucemburský.
Posledním korunovaným císařem, který byl korunován papežem (Klementem VII.), se stal 24. února 1530 v Boloni Karel V.
Poslední římský (římskoněmecký) král, který se nechal korunovat v Cáchách, byl Ferdinand I. Slavnostní obřad se uskutečnil 11. ledna 1531. Jeho následovníci byli již korunováni ve Frankfurtu nad Mohanem a to již rovnou jako císařové. Jedinou výjimkou byla korunovace Rudolfa II. 1. listopadu 1575, která proběhla v Řezně.
Vůbec posledním korunovace se uskutečnila 14. července 1792, kdy byl ve Frankfurtu nad Mohanem korunován František I.

### Švédsko
Tradičním korunovačním místem švédských králů byla katedrála v Uppsale a obřad prováděl arcibiskup z Uppsaly.
Posledním korunovaným švédským králem byl Oskar II., který byl korunován v roce 1873.

### Thajsko
Thajští (siamští) králové byli tradičně korunováni v ceremonii obsahující buddhistické a bráhmanské prvky. Poslední korunovace proběhla 4. května 2019, kdy byl korunován současný král Mahá Vatčirálongkón.
| Panovník                          | Datum                                  | Místo                           |
| --------------------------------- | -------------------------------------- | ------------------------------- |
| Buddha Yodfa Chulaloke (Ráma I.)  | 21. června 1782                        | Velký palác v Bangkoku, Bangkok |
| Buddha Loetla Nabhalai (Ráma II.) | 17. září 1809                          | Velký palác v Bangkoku, Bangkok |
| Nangklao (Ráma III.)              | 1. srpna 1824                          | Velký palác v Bangkoku, Bangkok |
| Mongkut (Ráma IV.)                | 15. května 1851                        | Velký palác v Bangkoku, Bangkok |
| Somanass Waddhanawathy (manželka) | 15. května 1851                        | Velký palác v Bangkoku, Bangkok |
| Čulalongkón (Ráma V.)             | 11. listopadu 19868 16. listopadu 1873 | Velký palác v Bangkoku, Bangkok |
| Vatčiravudh (Ráma VI.)            | 11. listopadu 1910 28. listopadu 1911  | Velký palác v Bangkoku, Bangkok |
| Pratčadhipok (Ráma VII.)          | 25. února 1926                         | Velký palác v Bangkoku, Bangkok |
| Rambai Barni (manželka)           | 25. února 1926                         | Velký palác v Bangkoku, Bangkok |
| Pchúmipchon Adunjadét (Ráma IX.)  | 5. května 1950                         | Velký palác v Bangkoku, Bangkok |
| Sirikit (manželka)                | 5. května 1950                         | Velký palác v Bangkoku, Bangkok |
| Mahá Vatčirálongkón (Ráma X.)     | 4. května 2019                         | Velký palác v Bangkoku, Bangkok |
| Suthida (manželka)                | 4. května 2019                         | Velký palác v Bangkoku, Bangkok |

### Tonga
Posledním korunovaným tonžským králem je Tupou VI., který byl korunován v roce 2015.
| Panovník                               | Datum             | Místo                       |
| -------------------------------------- | ----------------- | --------------------------- |
| George Tupou I.                        | 4. listopadu 1875 | Královský palác, Nuku'alofa |
| George Tupou II.                       | 17. července 1893 | Královský palác, Nuku'alofa |
| Salote Tupou III.                      | 11. října 1910    | Královský palác, Nuku'alofa |
| Tāufaʻāhau Tupou IV.                   | 4. července 1967  | Královský palác, Nuku'alofa |
| Halaevalu Mataʻaho ʻAhomeʻe (manželka) | 4. července 1967  | Královský palác, Nuku'alofa |
| George Tupou V.                        | 1. srpna 2008     | Královský palác, Nuku'alofa |
| Tupou VI.                              | 4. července 2015  | Královský palác, Nuku'alofa |
| Nanasipauʻu Tukuʻaho (manželka)        | 4. července 2015  | Královský palác, Nuku'alofa |

### Uhersko

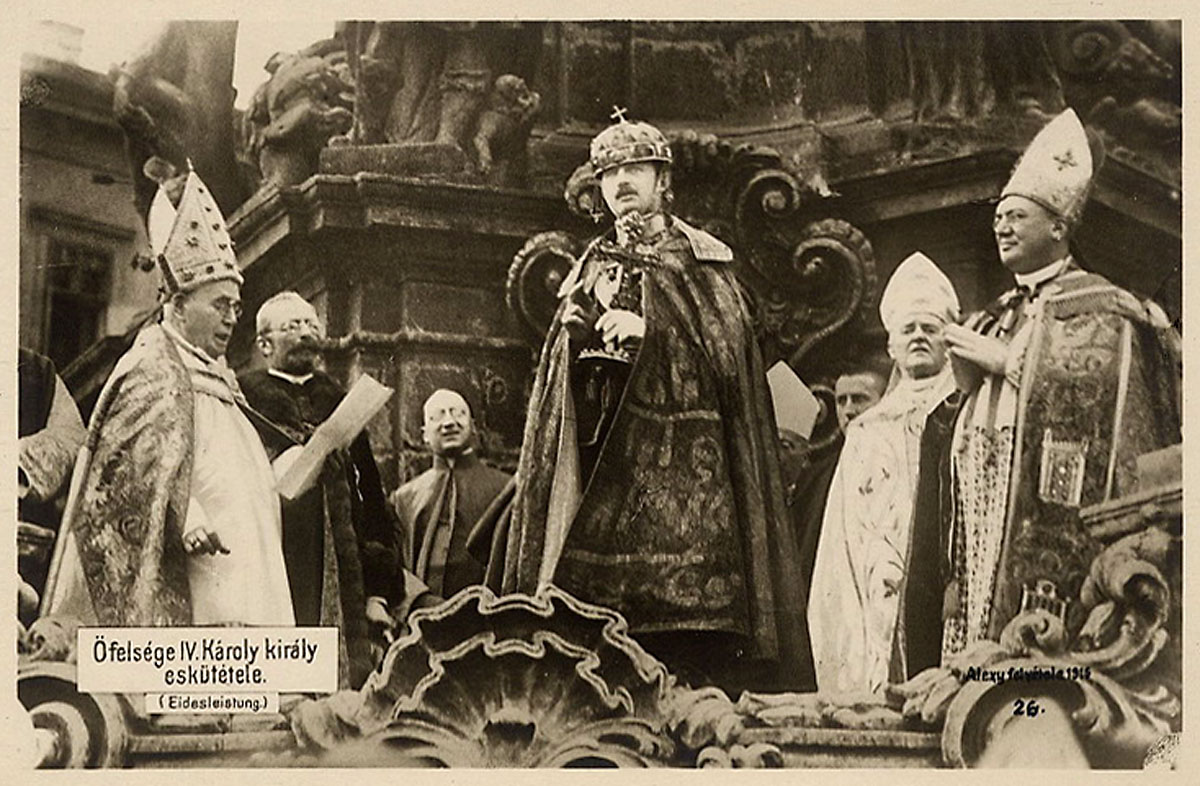
Rakouský císař Karel I. byl roku 1916 korunován na uherského krále jako Karel IV.

První uherská královská korunovace proběhla 25. prosince 1000, když byl arcibiskupem z Ostřihomi korunován první uherský král Štěpán I. Svatý v bazilice Nanebevzetí Panny Marie ve Stoličném Bělehradu. V letech 1563 až 1830 probíhaly korunovace uherských králů katedrále svatého Martina v Prešpurku. Poslední korunovace zde proběhla 28. září 1830, kdy byl korunován uherský král Ferdinand V. (rakouský císař Ferdinand I.). Úplně poslední uherská korunovace proběhla 30. prosince 1916 v Budapešti, kdy byl korunován uherský král Karel IV. (rakouský císař Karel I.).

### Vatikán/Svatý stolec
Poslední korunovace papeže tiárou proběhla v roce 1963, kdy byl korunován papež Pavel VI.

## Galerie

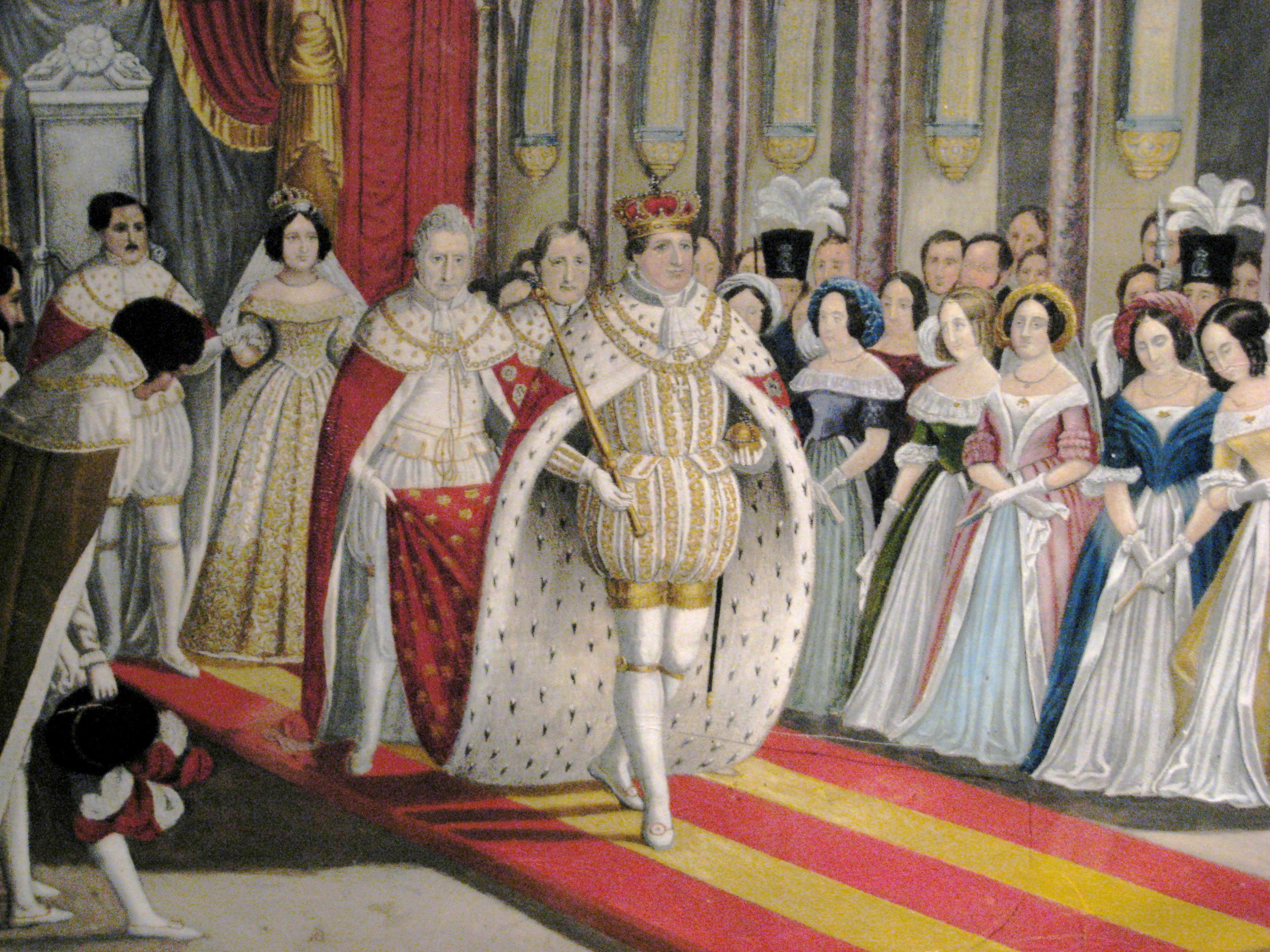
Korunovace Kristiána VIII. (1840, Dánsko)
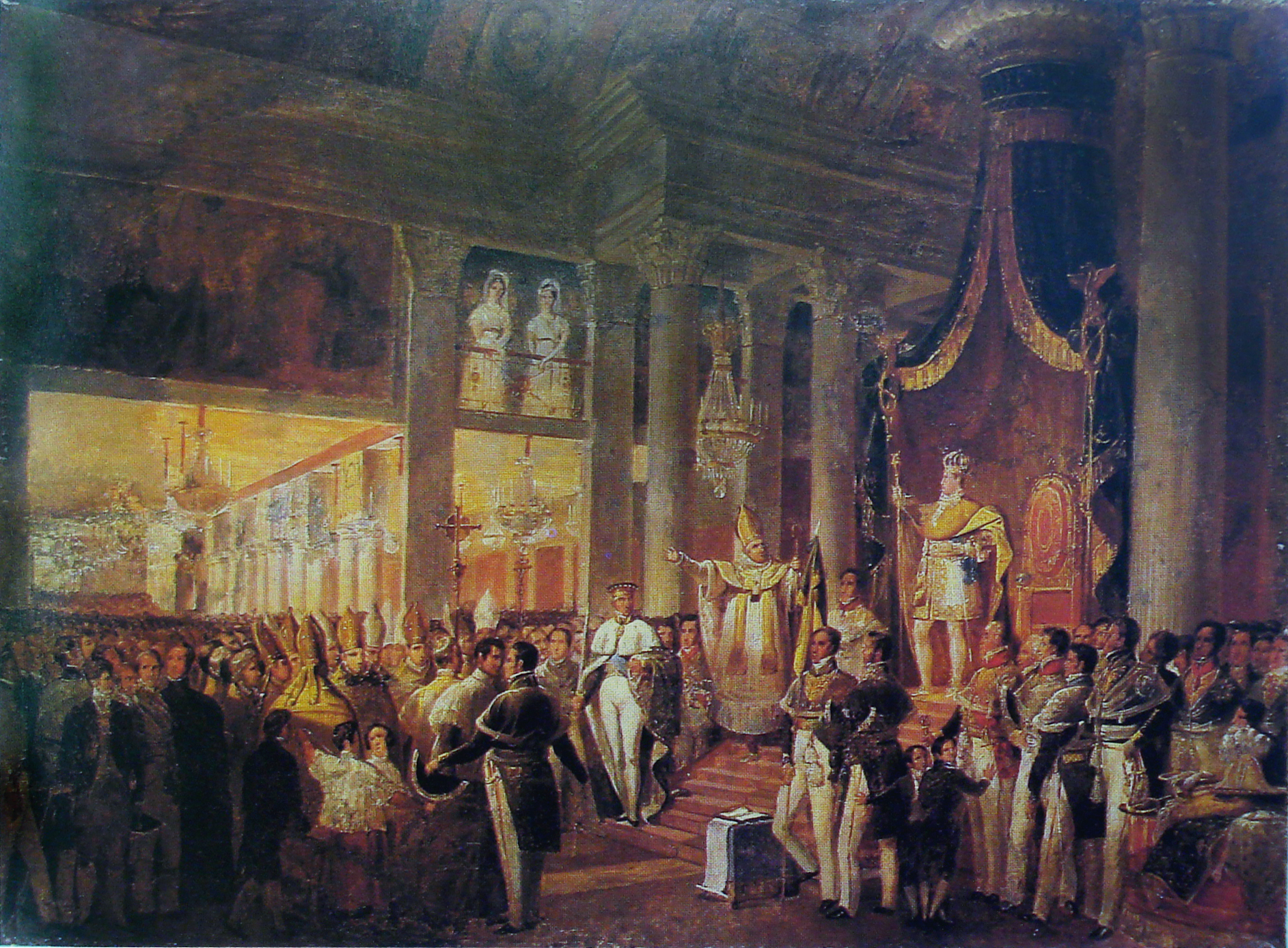
Korunovace Pedra II. (1841, Brazílie)
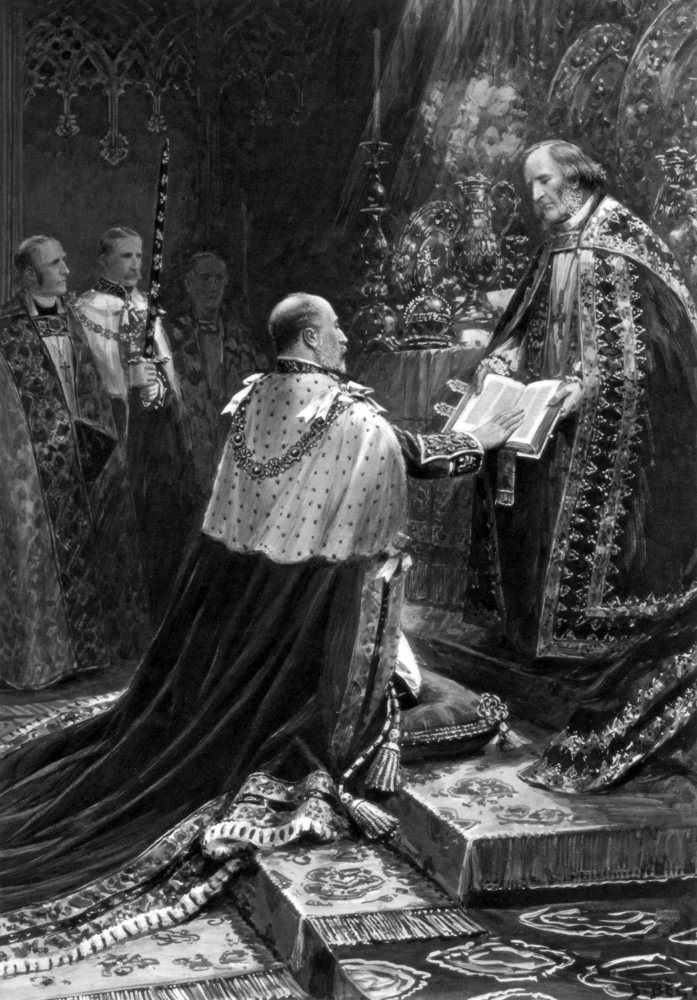
Eduard VII. skládá korunovační přísahu (1902, Británie)
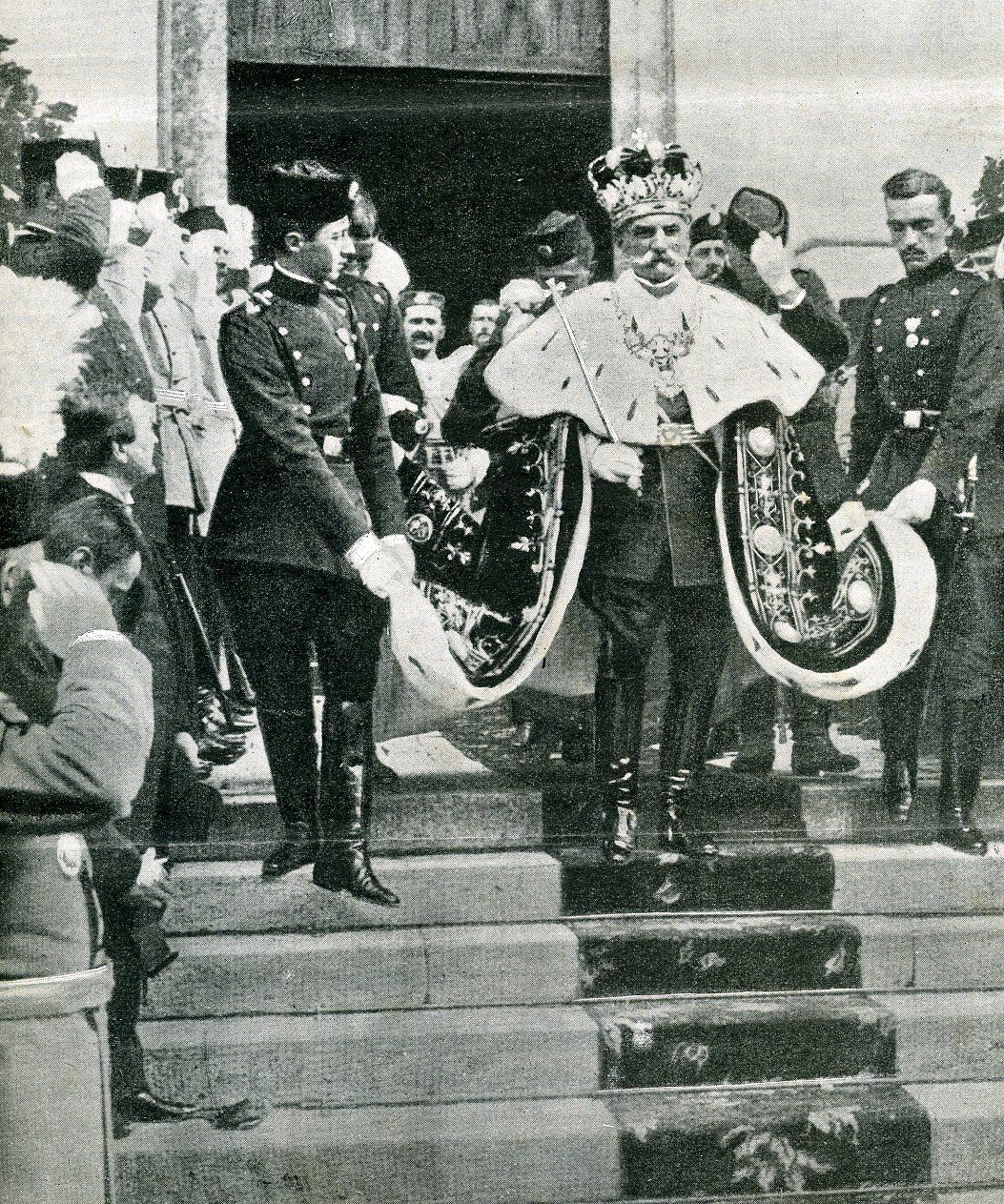
Korunovace Petra I. (1904, Srbsko)